# Symsagittifera bifoveolata
Symsagittifera bifoveolata är en plattmaskart som först beskrevs av Mamkaev 1971.  Symsagittifera bifoveolata ingår i släktet Symsagittifera och familjen Sagittiferidae. Inga underarter finns listade i Catalogue of Life.